# Teheran-Kinder

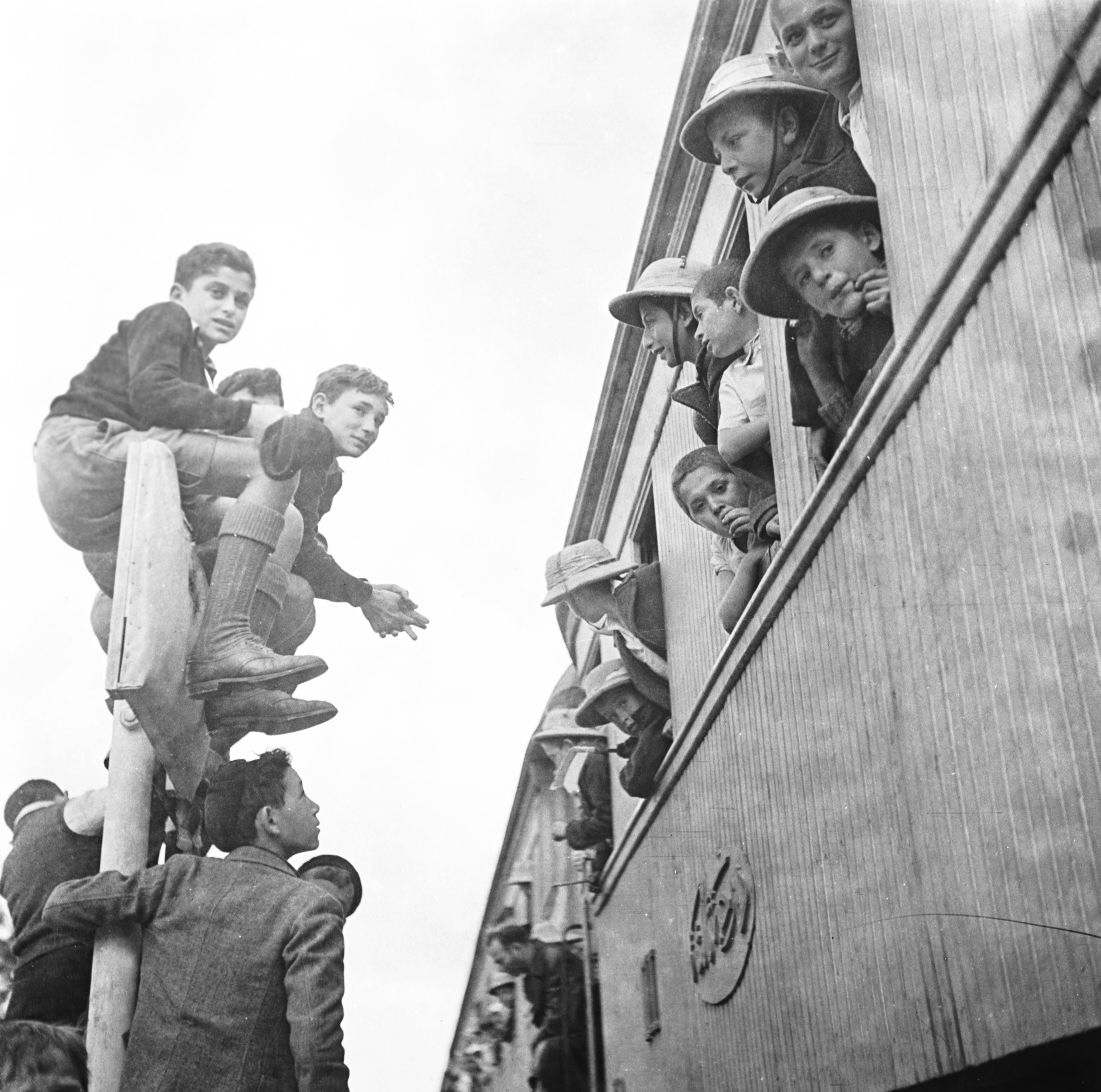
Einige der geretteten „Teheran-Buben“ (rechts im Bild aus dem Zug grüßend und mit Tropenhelmen ausgestattet) werden kurz nach ihrer Ankunft in Palästina neugierig bestaunt.
Fotografie von Zoltan Kluger, Frühjahr 1943.

Teheran-Kinder (hebräisch ילדי טהרן yaldei Teheran; englisch Tehran Children) ist die Bezeichnung für eine Gruppe polnisch-jüdischer Kinder, hauptsächlich Waisen, die der deutschen Besetzung Polens durch Flucht in die Sowjetunion entkommen konnten und dort zumeist nach Sibirien oder in die zentralasiatischen Sowjetrepubliken umgesiedelt oder deportiert wurden. Nachdem jüdische Hilfsorganisationen von ihrem Schicksal erfahren hatten, konnten sie zunächst nach Teheran evakuiert und 1943 schließlich nach Palästina gebracht werden. Das United States Holocaust Memorial Museum (USHMM) geht davon aus, dass insgesamt etwa 870 Teheran-Kinder nach Palästina gebracht werden konnten. Sie waren die größte Gruppe von Holocaust-Überlebenden, die während der Kriegsjahre in Palästina ankam.
Allerdings waren die Theran-Kinder nur eine Teilmenge der polnischen Erwachsenen und Kinder, die von den Sowjets zuerst nach Sibirien deportiert wurden in später im Gefolge der Anders-Armee in den Iran kamen. Insbesondere das Schicksal dieser Kinder zeichnet der Dokumnarfilm Die Odyssee der Waisen, 1939–1949 nach, der am 1. April 2025 bei arte gezeigt wurde. „Die Dokumentation folgt anhand eindrucksvoller Archivaufnahmen der Odyssee einer Gruppe polnischer Waisenkinder, die sich nach Kriegsende in einem Flüchtlingslager in Tansania wiederfinden. Ihr Schicksal ist typisch für die Zeit von 1939 bis 1949 – von ihrer Verschleppung nach Sibirien bis zur Ankunft in Kanada, wo sich ihr Schicksal in der Nachkriegswirklichkeit schließlich entscheidet.“

## Geschichte
Nach dem deutschen Überfall auf Polen flohen Hunderttausende jüdischer Polen in die Sowjetunion (nach Angaben von Yad Vashem etwa 300.000), wo sich ihnen auch christliche Polen anschlossen. Auf diese Weise gelangten insgesamt etwa 1,5 Millionen Polen in die Sowjetunion.
Seitens der Sowjetunion wurden den polnischen Flüchtlinge die Annahme der sowjetischen Staatsbürgerschaft abverlangt. Wer sich dem widersetzte, wurde in sibirische Arbeitslager deportiert. In der Folge starben in der Zeit vor dem deutschen Überfall auf die Sowjetunion im Sommer 1941 über die Hälfte der Deportierten an den Folgen von Krankheiten, Hunger und Kälte. Unter diesen chaotischen Verhältnissen wurden viele polnische Kinder zu Waisen oder von ihren Eltern getrennt und in der gesamten Sowjetunion in Notunterkünften untergebracht.
Nach dem deutschen Überfall auf die Sowjetunion wurden erneut tausende polnische Juden tiefer ins Innere der Sowjetunion geschickt, wodurch weitere Kinder von ihren Eltern getrennt wurden. Andererseits aber nahm die Sowjetunion nun Verhandlungen mit der Polnischen Exilregierung in London auf, was unter anderem dazu führte, dass sich im Juli 1941 Zehntausende polnischer Flüchtlinge in der Sowjetunion der neu gebildeten Anders-Armee anschließen durften. Zugleich hatten im August 1941 britische und sowjetische Truppen gemeinsam den Iran besetzt und dort Mohammad Reza Pahlavi zur Macht verholfen. Dies erlaubte die Eröffnung des als Persischer Korridor bekannt gewordenen Versorgungsweges in die Sowjetunion und machte 1942 auch die Verlegung der Anders-Armee in den Iran möglich, die dort besser versorgt werden konnte. Die Armee wurde überwiegend in der Nähe des kaspischen Hafens Bandar Anzali stationiert.
Die sowjetischen Behörden hatten im Frühjahr 1942 die Umsiedlung von 24.000 polnischen Zivilisten und Soldaten der Anders-Armee in den Iran genehmigt. Bis zum Spätsommer 1942 kamen nach USHMM-Angaben jedoch schätzungsweise 116.000 polnischstämmige Menschen in den Iran. Ihr weiteres Schicksal ist nicht dokumentiert. Yad Vashem spricht lediglich davon, dass etwa 1.800 von ihnen nach Teheran gelangten, darunter etwa 1.000 Kinder, überwiegend Waisen, die dann als „Teheran-Kinder“ bekannt wurden. Unklar ist auch, wann genau jüdische Hilfsorganisationen vom Schicksal dieser Kinder erfuhren. Das USHMM spricht davon, dass noch zu der Zeit, als die jüdischen Kinder noch im Süden der Sowjetunion verstreut waren, Vertreter der Jewish Agency mit der polnischen Exilregierung über den Anteil der in den Iran zu transferierenden Juden verhandelt hätten. Das USHMM berichtet weiter, dass sofort nach dem Eintreffen der Kinder in Teheran die Verhandlungen zwischen den jüdischen Repräsentanten in Palästina (David Ben-Gurion und Eliyahu Dobkin) sowie Vertretern der britischen Mandatsmacht und Vertretern der polnischen Exilregierung mit dem Ziel begonnen hätten, den Kindern die Einreise nach Palästina zu erleichtern.
Derweil waren in Palästina Hilfsaktionen angelaufen. Die Jewish Agency rief zu Essens- und Kleiderspenden auf, und Henrietta Szold sah durch die Teheran-Kinder die Jugend-Alijah gefordert. Derweil waren alle aus der Sowjetunion gekommene Kinder in einem großen Camp in Teheran untergebracht worden. Beauftragte der Jewish Agency vor Ort suchten unter ihnen die jüdischen Kinder heraus und brachten sie in einem eigenen Camp unter, das als Jüdisches Waisenhaus bekannt wurde. Im August 1942 waren hier 612 Kinder untergebracht, 100 davon zehn Jahre alt oder jünger. 80 weitere Kinder kamen im Laufe des nächsten Monats noch hinzu. Die Kinder waren unterernährt, es fehlte an Kleidung für sie und sechsunddreißig mussten in ein Krankenhaus gebracht werden. Zipporah Shertok, Frau von Mosche Scharet, die für die als Freiwillige vor Ort war, gab folgende Beschreibung der Situation:

„Hundert Kinder bis zum Alter von acht Jahren lebten zusammen in der Baracke. Sie schliefen auf dünnen Matratzen auf dem Boden, und nur einige von ihnen hatten Laken. Die Kinder, die älter als acht Jahre waren, wurden in Zelten untergebracht. Sie schliefen auf Matten auf dem Boden, ohne Matratzen, und deckten sich mit Tüchern zu. Einige der Zelte waren unvollständig und ließen den Regen und die Kälte herein, und die Kinder wurden krank. Zwei hundert Kinder sind barfuß, die anderen haben abgetragene Schuhe. Nicht alle haben ein Oberhemd, und keines hat einen Mantel.“

Henrietta Szold versuchte gemeinsam mit Hans Beyth und anderen Beratern die Hilfsaktion für die Kinder unter dem Dach der Jugend-Alijah zu koordinieren. Sie musste sich dabei gegen Kräfte zur Wehr setzen, die in der Betreuung der Kinder weniger eine (sozial-)pädagogische Aufgabe sahen, als vielmehr eine politische oder gar eine religiöse, wie Isak Unna und andere Vertreter des orthodoxen Judentums. Letztendlich wurde ein Kompromiss gefunden, wonach die Jugend-Alijah der Autorität der Jewish Agency-Exekutive unterstellt wurde, aber dennoch die Verantwortung für die Kinder übernehmen durfte.
Am 3. Januar 1943 begann die Reise der Kinder nach Palästina – aber nicht auf dem kürzeren Landweg, da der Irak die Durchreise verweigerte. Die 716 Kinder und ihre erwachsenen Begleiter, von denen viele ebenfalls Flüchtlinge waren, wurden per LKW nach Bandar Shahpour am Persischen Golf gebracht, dem heutigen Bandar-e Imam Chomeini. Von dort aus ging die Reise auf dem Truppentransporter Dunera weiter nach dem pakistanischen Karatschi. Von Karatschi aus reisten die Flüchtlinge auf einem weiteren Truppentransporter, der Noralea um die Arabische Halbinsel herum und durch das Rote Meer in die ägyptische Stadt Sues. Nach Dvora Hacohen wurden sie dann in Port Said von Hans Beyth und ehemaligen Jugend-Alijah-Mitgliedern, die inzwischen in der britischen Armee dienten, in Empfang genommen und versorgt.
Von Port Said aus durchquerte die Gruppe mit dem Zug die Sinai-Halbinsel und erreichten am 18. Februar 1943 das Flüchtlingslager Atlit im Norden Palästinas, wo ihnen ein jubelnder Empfang bereitet wurde. Diesem ersten und langwierigen Transport folgte ein zweiter, der diesmal auf dem Landweg und durch den Irak durchgeführt werden konnte. Mit ihm kamen weitere 110 Kindern am 28. August 1943 in Palästina an.
Das USHMM geht von insgesamt etwa 870 Teheran-Kindern aus, die nach Palästina kamen und dort die größte Gruppe von Holocaust-Überlebenden bildeten, die während des Zweiten Weltkriegs in Palästina ankamen. Henrietta Szold hatte sich für deren Unterbringung in speziellen Camps eingesetzt, von denen auch 11 errichtet wurden und in denen sich die Kinder nach drei Jahren des Wanderns und Leidens wieder erholen konnten. Daneben scheint aber auch deren baldige Unterbringung in bestehenden Kibbuzim und Moschawim vonstattengegangen zu sein. So kam noch im Jahr 1943 eine Gruppe von 15 Jugendlichen nach Degania, wo aber nicht alle aufgenommen werden konnten, und 1946 gehörte eine Gruppe der Teheran-Kinder zu den Gründern des Kibbuz Chazerim.
Fünfunddreißig der Teheran-Kinder starben entweder als Zivilisten oder als Soldaten im israelischen Unabhängigkeitskrieg von 1948–1949.
In Israel sind die Teheran-Kinder nicht offiziell als Holocaust-Überlebende anerkannt und haben somit keinen Anrecht auf Entschädigungszahlungen aus den Geldern, die Deutschland seit dem Abschluss des Luxemburger Abkommen 1952 als „Wiedergutmachung“ an/nach Israel überweist. Klagen überlebender Teheran-Kinder auf Zuerkennung dieses rechtlichen Status wurden vom Obersten Gerichtshof des Landes 1997 und erneut 2016 abschlägig beschieden.
In einem Beitrag der Deutschen Welle aus dem Jahre 2015 wurde auch auf das Schicksal der Teheran-Kinder aufmerksam gemacht, die es 1943 vorzogen, nicht nach Palästina auszureisen, sondern in Teheran zu bleiben.

## Fotos
Auf Wikimedia-Commons gibt es eine große Auswahl an Bildern, die überwiegend die Teheran-Kinder vor ihrer Abreise aus dem Flüchtlingslager Atlit an ihre weiteren Bestimmungsorte in Palästina zeigen. Eine Vielzahl der dort zu findenden Fotos stammen von dem in Ungarn geborenen israelischen Fotografen Zoltan Kluger.

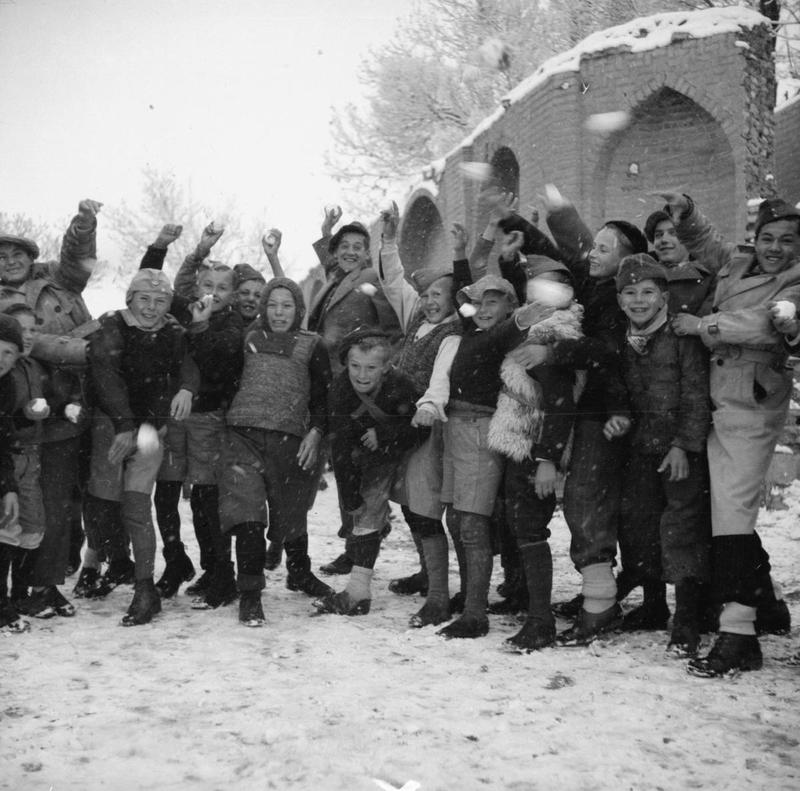
Polnische Waisenkinder in Teheran an Weihnachten 1942
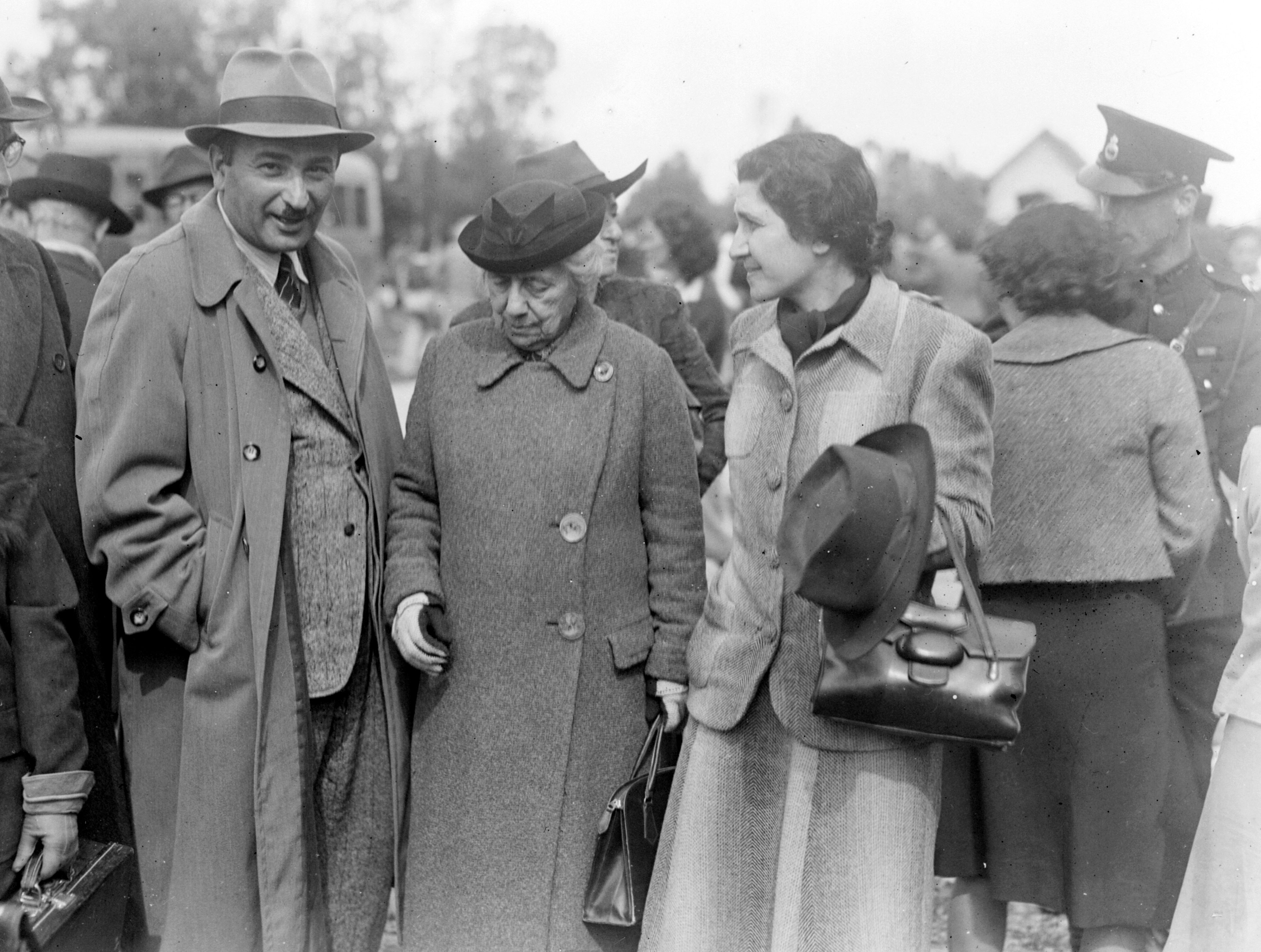
Henrietta Szold und Eliyahu Dobkin warten in Atlit auf die Ankunft der ersten Gruppe der Teheran-Kinder
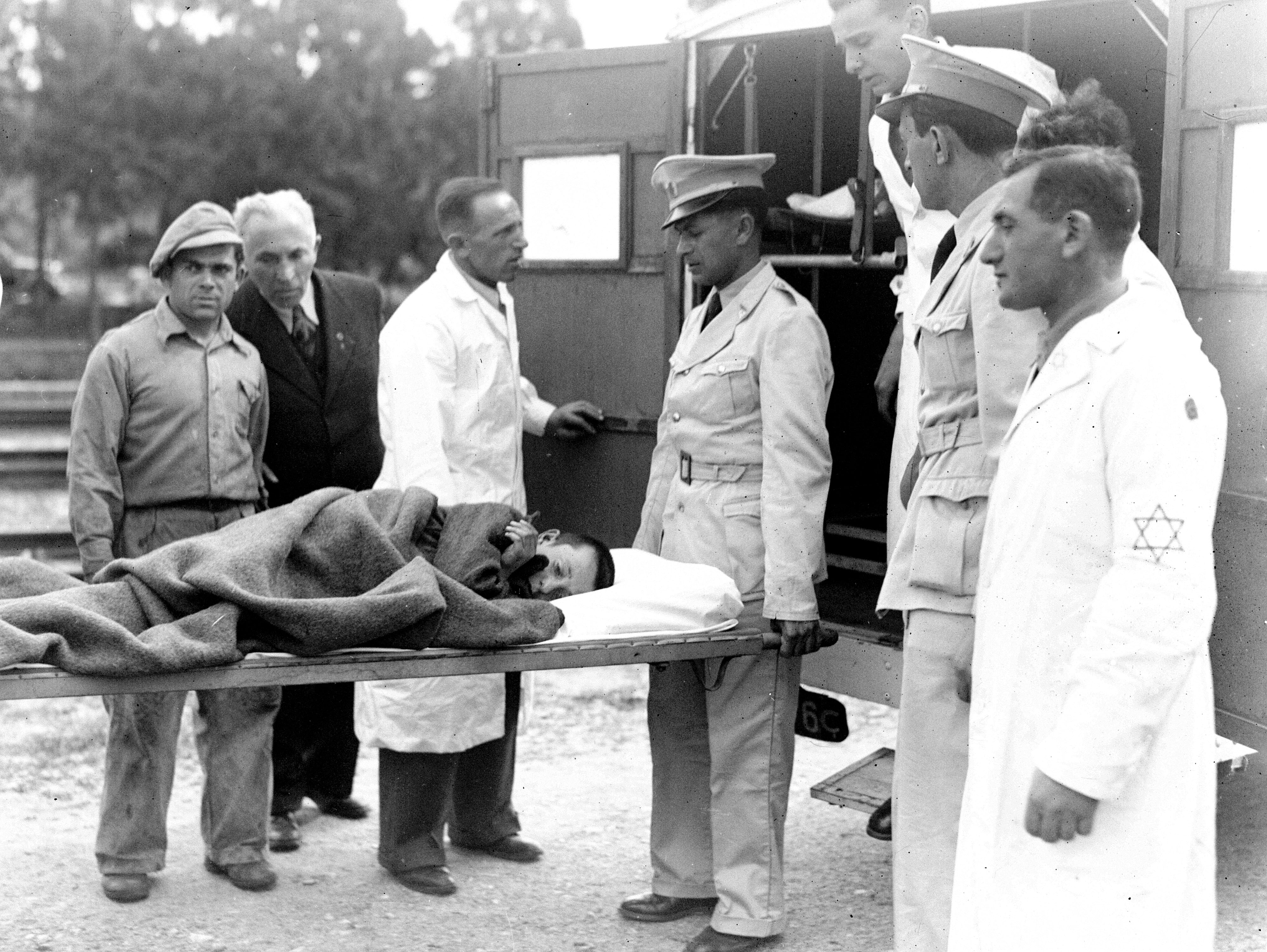
Ein erkranktes Teheran-Kind beim Abtransport in ein Hospital
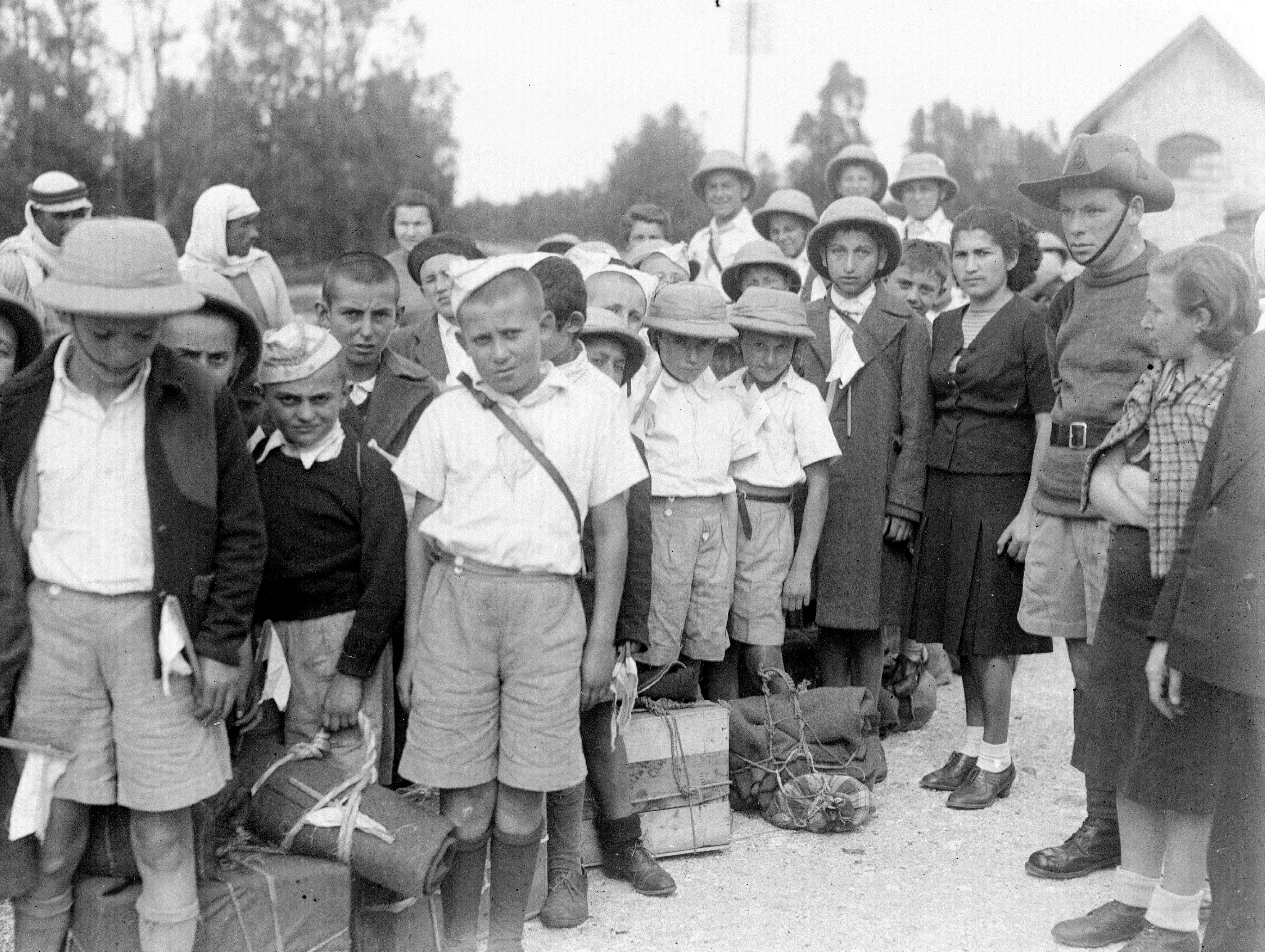
Eine Gruppe der Teheran-Kinder vor ihrer Weiterreise von Atlit aus
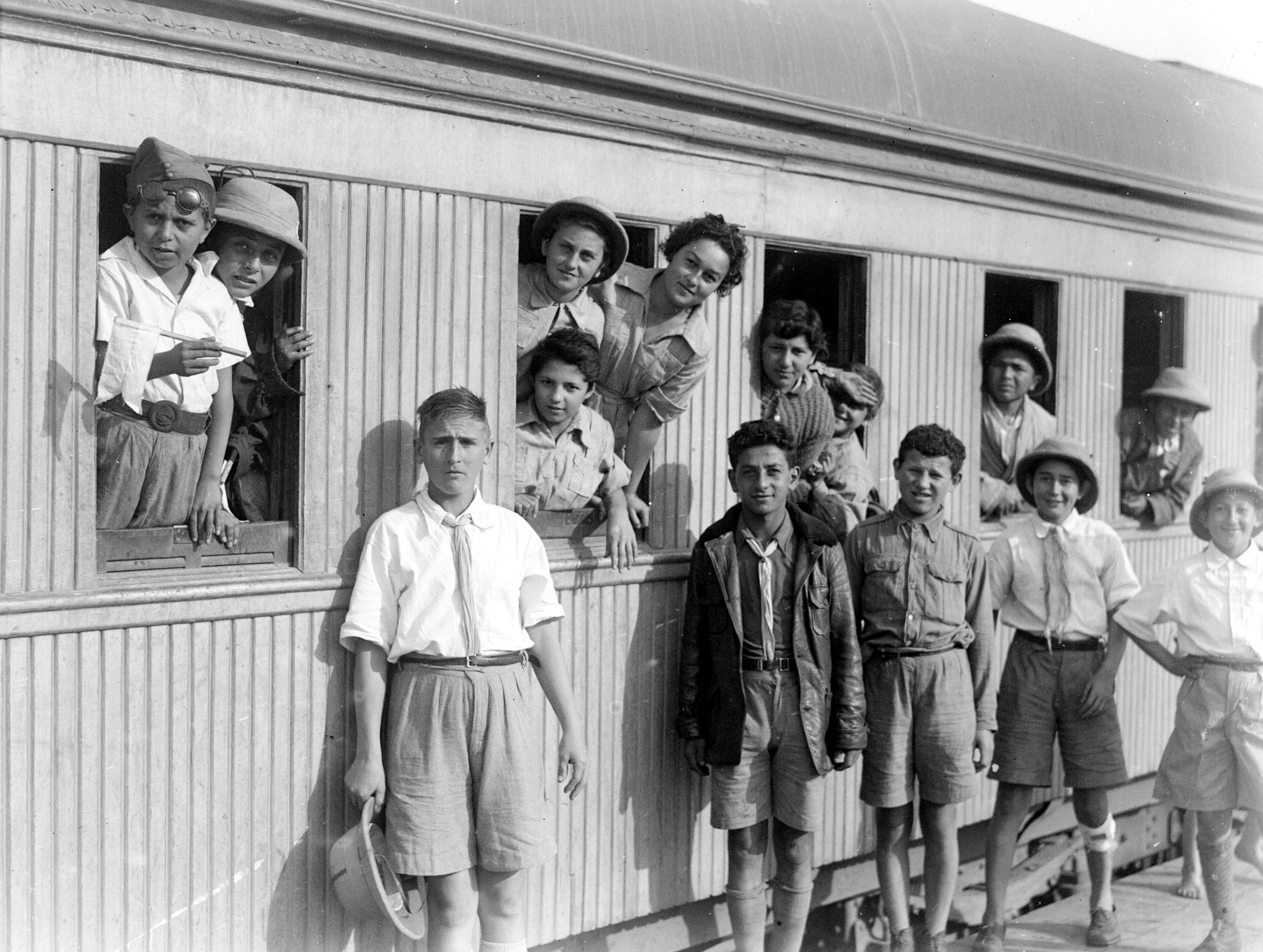
Eine Gruppe der Teheran-Kinder vor dem Zug in Atlit (vermutlich vor ihrem Weitertransport in Jugenddörfer und jüdische Siedlungen in Palästina)
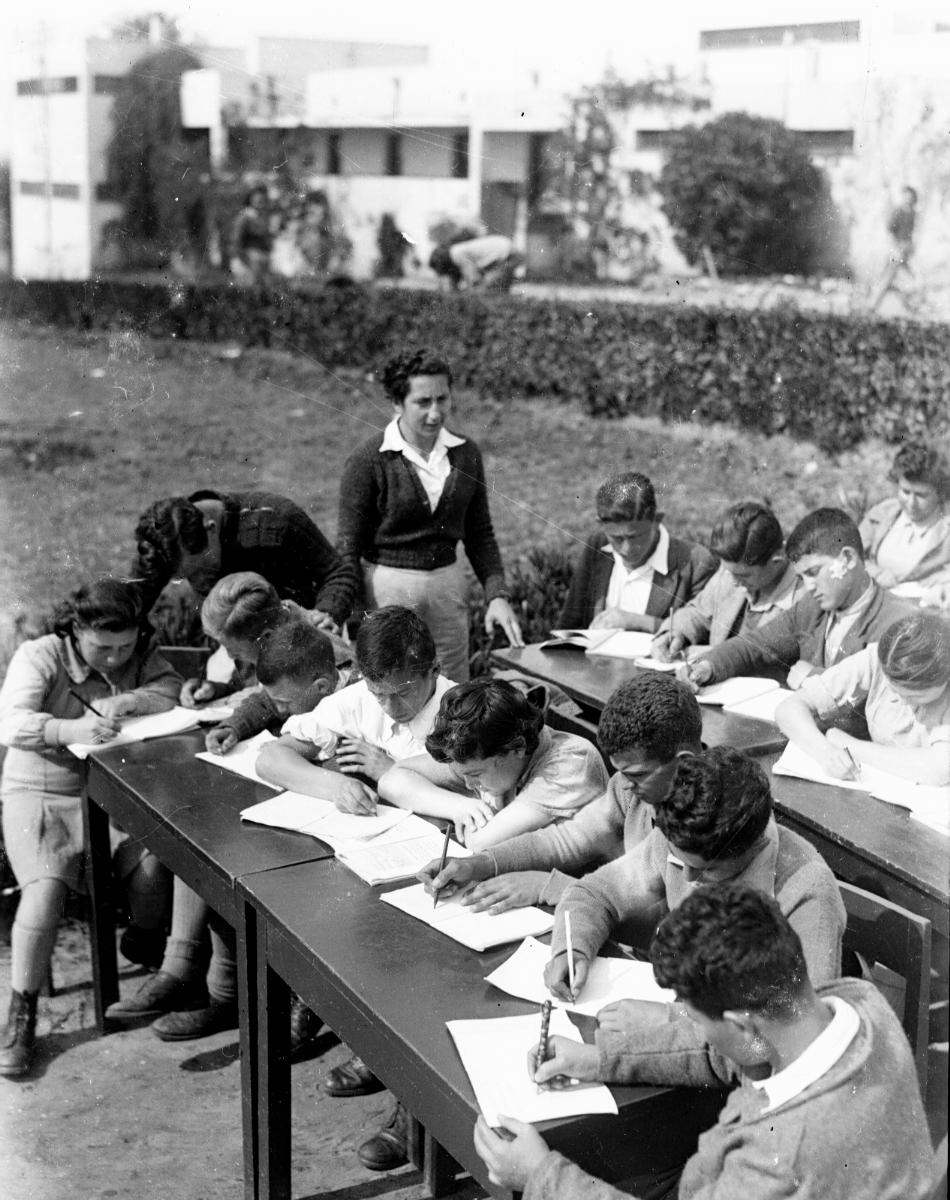
Teheran-Kinder beim Unterricht in der Landwirtschaftsschule Mikwe Israel
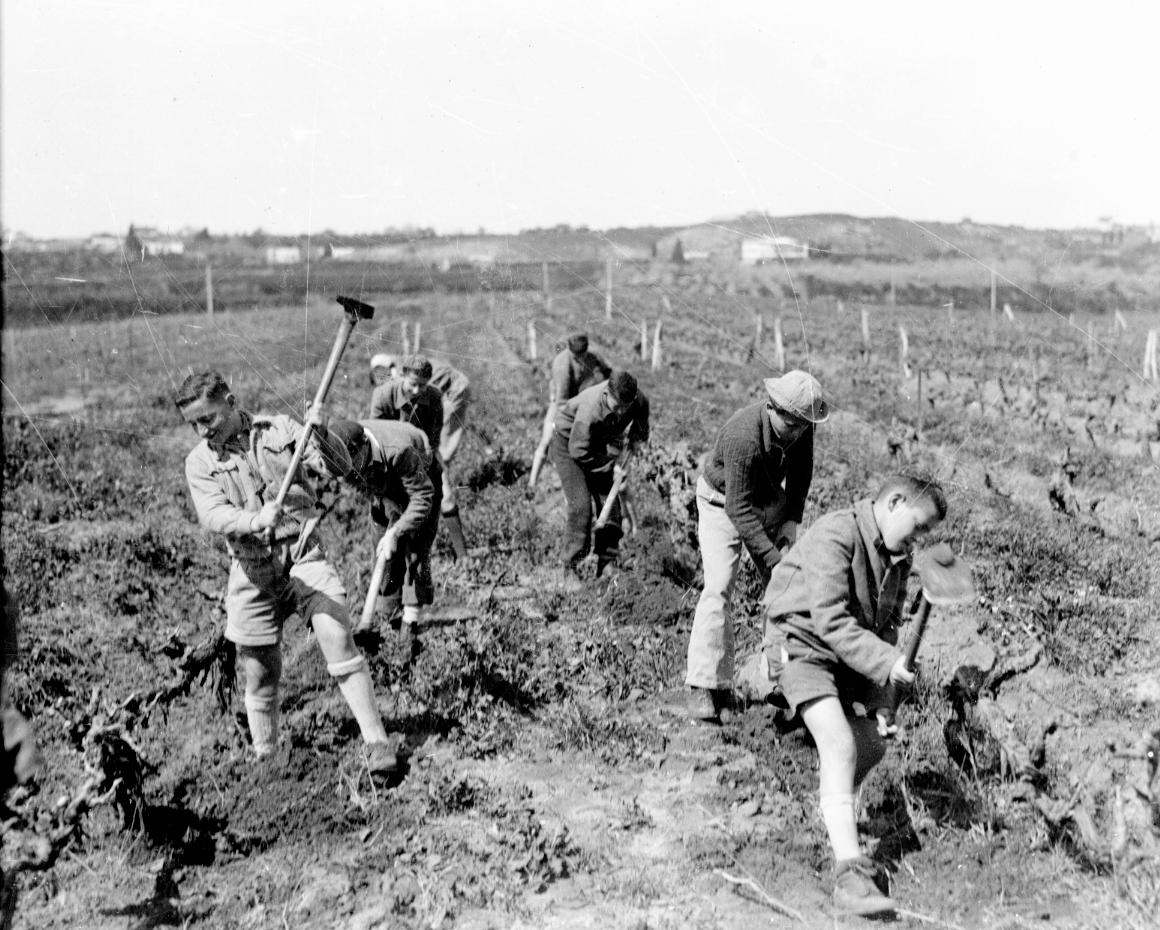
… und bei der Feldarbeit dort
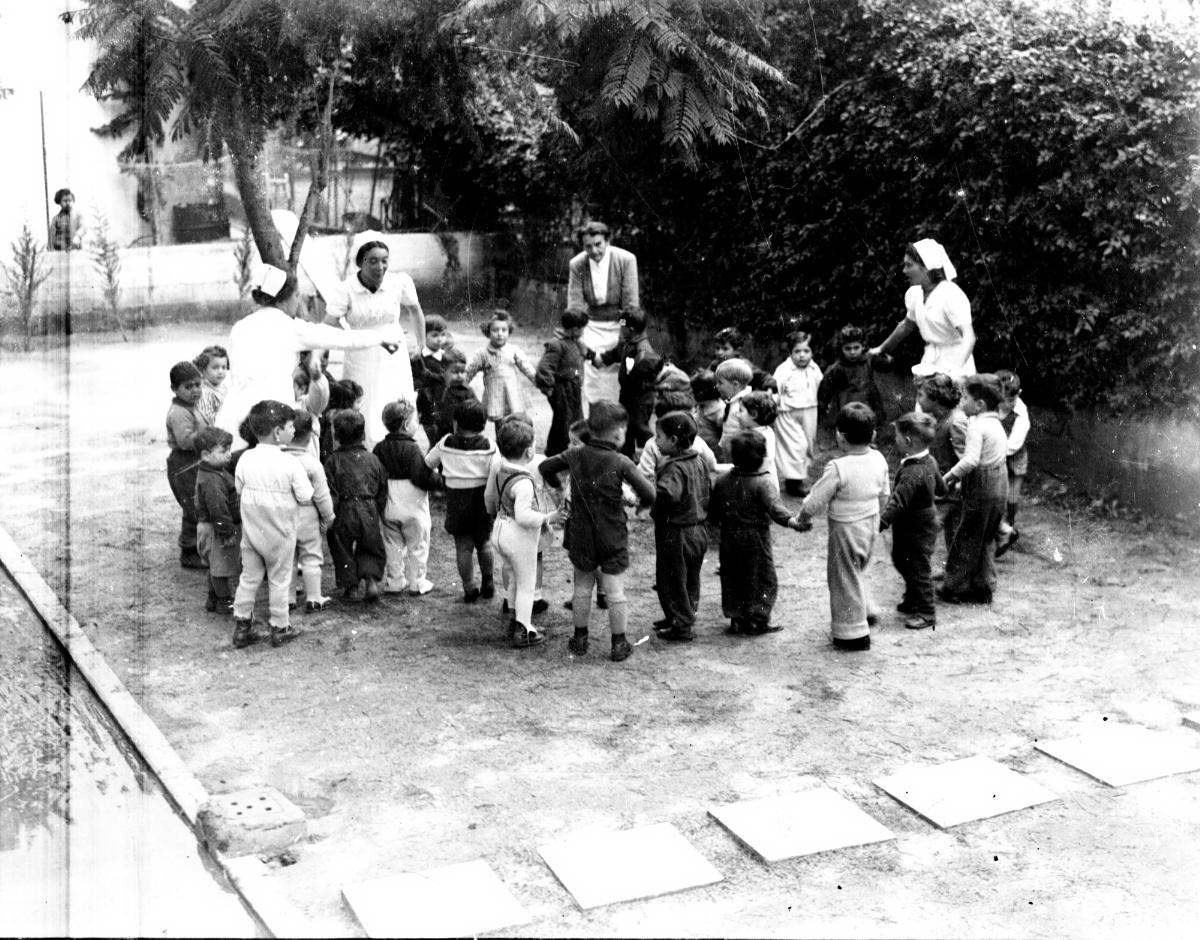
Viele Teheran-Kinder waren noch im Kleinkindalter

## Dokumentarfilme
Im Jahr 2008 entstand in der Regie von Stephan M. Vogel und Werner C. Barg der Dokumentarfilm Die Odyssee der Kinder. Dieser Film wurde Anfang November 2008 im ZDF ausgestrahlt, und in der Folge wurden am 7. November 2008 fünf der im Film Porträtierten, die alle in Israel lebten und nun erstmals wieder Deutschland besuchten, von Angela Merkel im Bundeskanzleramt empfangen. Eine erneute Ausstrahlung folgte 2012 in der ARD.